# Alosa macedonica
Alosa macedonica е вид лъчеперка от семейство Селдови (Clupeidae). Видът е световно застрашен, със статут Уязвим.

## Разпространение
Видът е разпространен в Гърция.